# David Rutley
David Henry Rutley, né le 7 mars 1961 à Gravesend est un homme politique, membre du Parti conservateur.
Il est député de la circonscription Macclesfield de 2010 à 2024.

## Jeunesse et carrière
David Rutley est né en 1961. Il fait ses études à la Priory School de Lewes et à la London School of Economics puis à la Harvard Business School. 
Avant son élection au Parlement, Rutley passe la majeure partie de sa carrière dans les affaires et travaille en tant que cadre supérieur dans de grandes entreprises, notamment: Asda (où il dirige les activités de magasinage à domicile et de commerce électronique) et PepsiCo, puis, plus tard, Halifax General. Assurances et Barclays. 
Rutley travaille comme conseiller spécial (1994-1996) dans le dernier gouvernement conservateur au Trésor, au Cabinet Office et au ministère de l'Agriculture. Pendant ce temps, il contribue à façonner le budget et à lancer le premier livre blanc pour l'Angleterre rurale. 
Conseiller du ministre du Cabinet William Arthur Waldegrave au début des années 1990, il se présente sans succès comme candidat parlementaire conservateur pour St Albans aux élections générales de 1997. 

## Carrière parlementaire
Il est élu au Parlement lors des Élections générales britanniques de 2010 pour le siège de Macclesfield tenu par les conservateurs. 
Il est élu au Comité spécial du Trésor et siège au Comité jusqu'à sa nomination en novembre 2010 en tant que secrétaire privé parlementaire de Damian Green, ministre de l'Immigration. Lorsque Green quitte ses fonctions lors du remaniement de 2014, Rutley devient PPS de David Lidington au Foreign Office. 
Il est opposé au Brexit avant le Référendum sur l'appartenance du Royaume-Uni à l'Union européenne en 2016 . 
Le 3 septembre 2018, il est nommé sous-secrétaire d'État parlementaire au ministère de l'Environnement, de l'Alimentation et des Affaires rurales, en plus de son rôle de whip. Cela fait suite à une nomination intérimaire en tant que sous-secrétaire parlementaire dans le même département à partir du 22 mai 2018, lors de la convalescence de Thérèse Coffey. 

## Vie privée
Rutley et sa femme, Rachel, sont les parents de quatre enfants: deux garçons et deux filles. Il est membre de Église de Jésus-Christ des saints des derniers jours, et a été Missionnaire mormon dans le nord de l'Angleterre de 1979 à 1981. 
En dehors de la politique, il est un alpiniste passionné et a grimpé dans les chaînes de montagnes du monde entier, notamment le K2 au Pakistan. Bien qu'il ne soit pas un joueur, il est le vice-président honoraire du Ash Tree Cricket Club, Prestbury, qui est dans sa circonscription.